# فرانز روزنزويج

تمثيل لـنجمة الفداء لروزنزويج

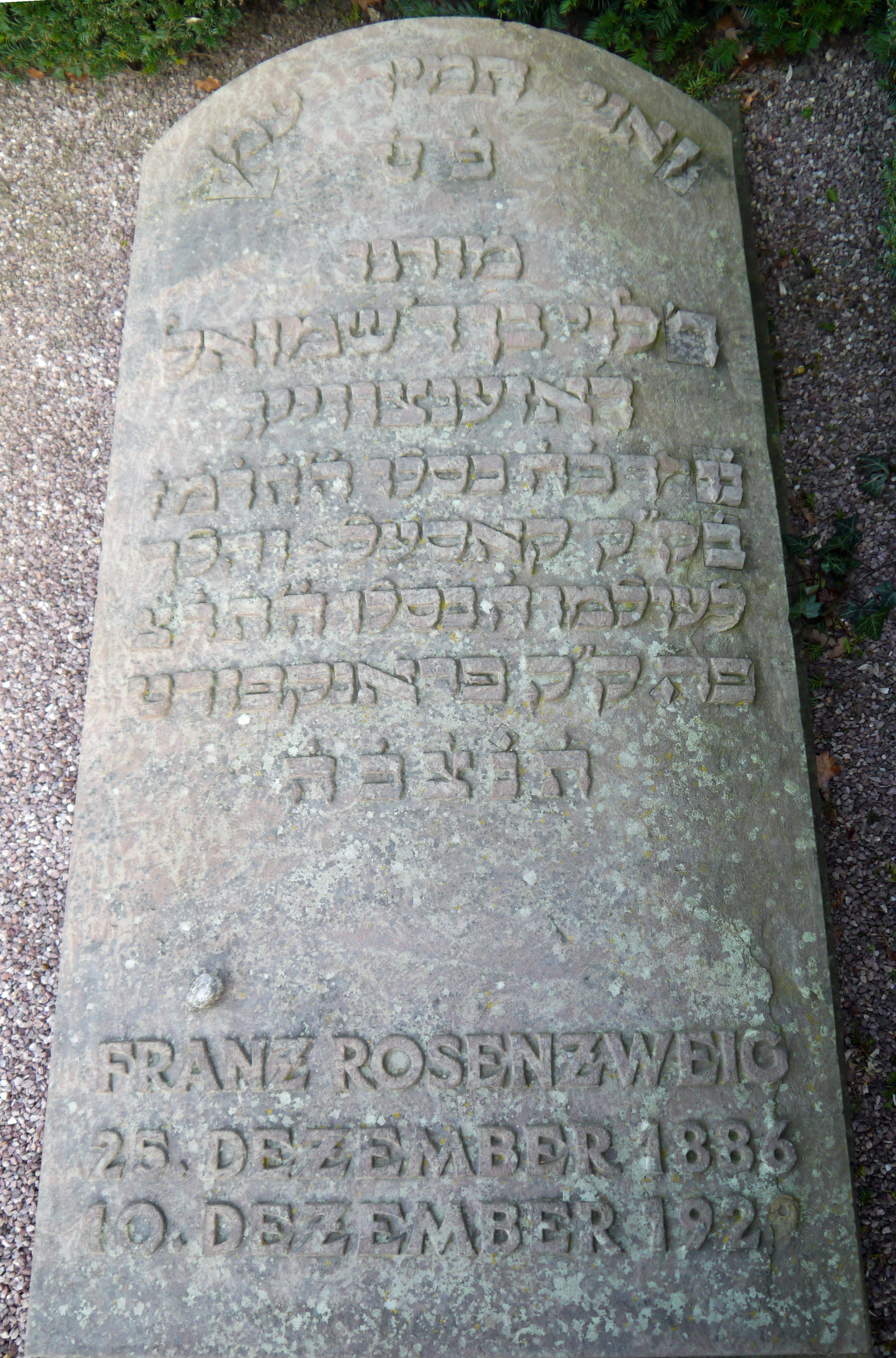
قبر روزنزويج

فرانز روزينزويغ ولد يوم 25 ديسمبر 1886 توفي يوم 10 ديسمبر 1929, هو عالم لاهوت وفيلسوف ومترجم يهودي ألماني. 

## روابط خارجية
- فرانز روزنزويج على موقع الموسوعة البريطانية (الإنجليزية)